# Marche Yorckscher

Yorkscher Marsch

La Marche militaire, en fa majeur, avec trio, en si bémol majeur WoO.18 est une marche écrite par Ludwig van Beethoven en 1808 ou 1809 comme marche pour la Milice de Bohême (« Für die Böhmische Landwehr »). 
C'est la première des trois marches militaires écrites par Beethoven. Cette marche est aussi connue sous le nom de Yorckscher Marsch ou Marsch des Yorckschen Korps  du nom du général prussien Ludwig Yorck von Wartenburg.
C'est la marche traditionnelle du Wachbataillon, la garde d'honneur de la Bundeswehr allemande. Elle tenait également ce rôle dans la NVA, l'armée est-allemande. En Prusse, dès la première moitié du XIXe siècle, il est devenu de tradition de la jouer en introduction des cérémonies du Großer Zapfenstreich. Cette tradition a été maintenue depuis lors dans toutes les armées allemandes.